# 清水陽子 (芸術家)
清水 陽子（しみず ようこ）は、日本の現代芸術家、芸術監督、バイオテクノロジー開発者。先端科学を取り入れた芸術作品やデザイン、技術開発を手がける。
科学と芸術の融合をテーマに、生物や生命、自然現象を活かした作品や技術のプロトタイプを研究・開発し、世界各地で制作・展示を行っている。
その作品は、東京都現代美術館（MOT）、今日美術館（TAM）、デザイン・アトランタ美術館（MODA）、アルス・エレクトロニカ・センター（オーストリア）など、国内外の美術館で展示されている。また、BBC（イギリス）や日本テレビなどのメディアでも取り上げられている。

## 経歴
日本で生まれ、アメリカ合衆国で育つ。芸術と科学に興味を持ち、大学では生化学を専攻していた（神戸大学）。キャリアの初期には制作会社でクリエイティブディレクターおよびコンサルタントを務め、その後、自身のクリエイティブ・イノベーション・ラボを設立。また、アルス・エレクトロニカ・フューチャーラボにおいてアーティスト、主要研究者、クリエイティブ・ビジネス・イノベーションの責任者を務め、グローバル企業や行政機関と連携してプロジェクトを推進している。さらに、国際フェスティバル「科学と芸術の丘」の創設者および初代芸術監督を務め、米国のBeyond Earthの共同創設者でもある。

## 活動履歴

### 個展
- 2023 「Tides of Light」BioBAT Art Space／ニューヨーク
- 2022 「Vibrant Matter」BioBAT Art Space／ニューヨーク
- 2019「Biodesign Lab」NARS Foundation／ニューヨーク
- 2017「Layers of Life」LAD GALLERY
- 2016「Anatomy of Flora」LAD GALLERY
- 2015「Photosynthegraph」LAD GALLERY
- 2015「H2O」PIgallery
- 2015「The Clean Room」LAD GALLERY
- 2014　清水陽子展　5/R Hall & Gallery
- 2012　清水陽子展　GALLERY APA
- 2011　清水陽子展　GALLERY APA
- 2010「Bloom」西武渋谷店
- 2010　清水陽子展　GALLERY APA
- 2009　清水陽子展　GALLERY APA
- 2009 「実験展」Gallery Introart
- 2008　清水陽子展　愛知芸術センター

### グループ展
- 2022「Moon Gallery」国際宇宙ステーション
- 2022 Leonardo presents Digital Awareness for Sustainable Futures／バルセロナ
- 2022  アルス・エレクトロニカ 2022／リンツ／オーストリア
- 2021 「The Future Happened」 アトランタ・デザイン美術館
- 2021  アルス・エレクトロニカ 2021／リンツ／オーストリア
- 2020-2021「MOTアニュアル2020 透明な力たち」東京都現代美術館
- 2020 「Quantum Questions」Centrul Cultural Clujean／ルーマニア
- 2020 「PHYTOPIA」Science Gallery Bengaluru ／インド
- 2020 「A Message to Space」Supercollider Gallery／ロサンゼルス
- 2018 「未来トンネル」東京外環高速道路
- 2017「LINK OF LIFE 2017 まわれ右脳！」資生堂ギャラリー
- 2017「steirischer herbst」グラーツ／オーストリア
- 2016　アルス・エレクトロニカ 2016／リンツ／オーストリア
- 2015 「Science Inspires Art」ニューヨーク科学博物館
- 2013「The Garden」NARS Foundation/ニューヨーク
- 2012「アートフェア東京2012」東京国際フォーラム
- 2012「On the Road」MMCA Residency Changdong/韓国国立現代美術館
- 2012「Playing On」MMCA Residency Changdong/韓国国立現代美術館
- 2011「アートフェア東京2011」東京国際フォーラム
- 2009　名古屋発・現代美術展　クランプリ受賞展
- 2008　三菱地所アルティアムFRFT4受賞展

### 受賞
- 2012　愛知県芸術文化選奨 文化新人賞（愛知県庁）
- 2009　名古屋発・現代美術展　最優秀賞受賞
- 2009　愛知銀行文化助成受賞
- 2008　FRFT4三菱地所アルティアム 最優秀賞受賞
- 2008　GEISAI MUSEUM #2 森美術館理事長 森佳子賞ノミネート
- 2007　Tokyo Wonder Seed入選（Tokyo Wonder Site）
- 2006　Tokyo Wonder Wall入選（東京都現代美術館）

## メディア出演

### ラジオ
- レギュラー出演
- 2010年　愛知国際放送「Sunday Music Walk」毎週日曜
- 2007年～2009年　愛知国際放送「Cosmo Style」毎週日曜

### テレビ
- 2019年 TBSドラマ「インハンド」バイオアート監修
- 2016年 テレビ朝日「Design Code」
- 2016年 日本テレビ「所さんの目がテン！」
- 2015年7月3日 TEDxTokyo「科学と芸術の融合」
- 2014年9月27日 東海テレビ「スーパーニュース」生物学をアートに
- 2009年4月7日 テレビ愛知「NEWS FINE アイ」現代アートの楽しみ方